# Adlikon
Adlikon é uma comuna da Suíça, no Cantão Zurique, com cerca de 579 habitantes. Estende-se por uma área de 6,71 km², de densidade populacional de 86 hab/km². Confina com as seguintes comunas: Andelfingen, Dägerlen, Humlikon, Ossingen, Thalheim an der Thur.
A língua oficial nesta comuna é o Alemão.